# Culbertson Island
Culbertson Island är en ö i Kanada.   Den ligger i territoriet Nunavut, i den östra delen av landet, 2 100 km norr om huvudstaden Ottawa. Arean är 12,5 kvadratkilometer.
Terrängen på Culbertson Island är platt. Öns högsta punkt är 168 meter över havet. Den sträcker sig 5,0 kilometer i nord-sydlig riktning, och 4,4 kilometer i öst-västlig riktning.